# باربارا کفیاتکوفسکا-لاس
باربارا کفیاتکوفسکا-لاس (لهستانی: Barbara Kwiatkowska-Lass؛ ۱ ژوئن ۱۹۴۰ – ۶ مارس ۱۹۹۵) بازیگر اهل لهستان بود. او در سال ۱۹۵۹ با رومن پولانسکی ازدواج کرد و در ۱۹۶۲ از وی جدا شد.
از فیلم‌هایی که وی در آن‌ها نقش داشته است، می‌توان به یوویتا، ریش‌آبی، رزا لوکزامبورگ، شادی زندگی و بدشانسی اشاره نمود.